# 提斯托 (亞利桑那州)
提斯托（英語：Tees Toh）是位於美國亞利桑那州納瓦霍縣的一個人口普查指定地區。根據2010年美國人口普查，該地人口為448人，而該地的面積約為44.04平方千米。

## 地理
提斯托的座標為35°29′10″N 110°24′22″W / 35.48611°N 110.40611°W，而該地最高點為海拔高度1755米（即5758英尺）。